# Igreja Matriz de Nossa Senhora da Conceição (Sabará)
A Igreja Matriz de Nossa Senhora da Conceição é um templo católico da cidade brasileira de Sabará, no estado de Minas Gerais. Tem grande tradição e é um importante exemplar da arte colonial brasileira, com rica decoração interna. É monumento tombado em nível nacional pelo IPHAN.

## História
Está situada na parte baixa da cidade, próxima à Igreja de Nossa Senhora do Ó, na autêntica parte velha que hoje na realidade, tem aspecto mais novo do que a região central de Sabará. É popularmente chamada de "Igreja Nova" ou "Grande", tradição que vem desde a época da sua construção em substituição da capela primitiva existente no mesmo local.
É uma das mais antigas igrejas do estado de Minas Gerais, rivalizando em antiguidade com a Matriz de Raposos e a Sé de Mariana, mas a data precisa de sua construção não é conhecida, pois a documentação que sobrevive é muito escassa. Tampouco se sabe quem foi o autor do projeto. Diz o explorador e naturalista francês Auguste de Saint-Hilaire, em seu livro Viagem pelo distrito dos diamantes e litoral do Brasil, que a primeira igreja foi fundada em 1701. Em 1714 já aparecem referências à Igreja Nova, e em 1718, conforme carta do governador Dom Pedro de Almeida ao Rei de Portugal, ela já estava bem adiantada, inclusive no que diz respeito à decoração, pois ele refere que em Minas só havia duas igrejas em condição "decente", a de Ouro Preto (provavelmente se referindo à Matriz do Pilar) e a de Sabará. Em 1720 já é chamada de Igreja Grande ou Matriz. Sua construção e decoração estão ligadas ao esforço do padre José de Queirós Coimbra, que foi seu vigário por mais de sessenta anos. Está entre as primeiras igrejas de vigararias coladas da capitania, o que ocorreu por força de uma carta régia de 1724, sendo governador Dom Lourenço de Almeida.
No século XIX a Matriz sofreu intervenções que desfiguraram suas características originais, especialmente sua talha dourada, que foi recoberta de uma espessa camada de tinta branca. Devido ao seu alto valor histórico e artístico, a Matriz foi tombada pelo Instituto do Patrimônio Histórico e Artístico Nacional (IPHAN) em 1938. Contudo, ela sofreu extensos danos com o tempo. Em 1964‐1965 foi realizado um primeiro restauro em profundidade, removendo a tinta branca da talha. Em 2007 foi a vez da imagem da padroeira e diversos elementos decorativos da nave. Passou por novas obras de recuperação em 2013. Durante os últimos trabalhos foram descobertas pinturas ocultas por intervenções posteriores, e alguns elementos importantes, como a grande estátua da padroeira, tiveram suas cores originais reveladas.

## Estrutura

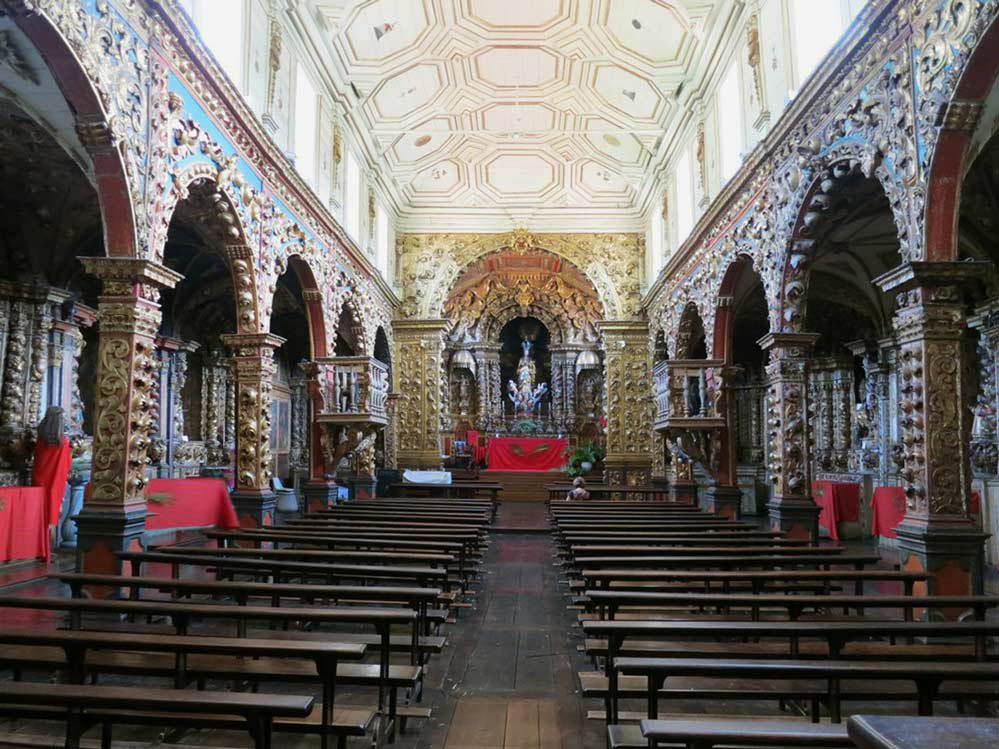
Vista da nave.

O prédio foi erguido com uma estrutura de gaiola de madeira com vãos preenchidos com adobe na fachada e taipa nas paredes laterais e internas. Seguindo o modelo característico da primeira metade do século XVIII, tem uma fachada simples e um interior bastante suntuoso. Segundo John Bury, a simplicidade de suas linhas externas a remete ao estilo chão, uma vertente maneirista que floresceu largamente pelo Brasil, incluindo a região de Minas neste período. O interior, contudo, mostra elementos das três fases do Barroco, incluindo alguns na estética orientalizante que por algum tempo esteve na moda na colônia.
A fachada segue modelo tradicional das igreja mineiras do período, com um esquema tripartido composto do corpo do edifício mais um campanário de seção quadrada com coruchéu piramidal de cada lado, encimado por cruz apoiada em esfera armilar. O corpo está organizado a partir do quadrado tradicional, tendo uma porta elementar no centro e cunhais de tábuas pintadas emoldurando a base das torres. Dois janelões retangulares se abrem nas laterais um pouco acima da parte superior do portal. O frontão é bastante singelo com perfil em curvas discretas guarnecido por um beiral de telhas e encimado por um óculo, e, sobre ele, uma cruz. A cimalha é coberta também por um telhado em forma de beiral que segue o seu traçado.
O interior é bastante iluminado pela luz natural já que existem vários janelões elevados se abrindo para a nave e a capela mor. O interior foi dividido em três módulos, com uma nave central e deambulatórios nas laterais, ligados à nave por aberturas sob arcos sustentados por pilares e onde estão os altares laterais, que assim não ficam no mesmo recinto da nave como tradicionalmente acontece. Essa particularidade obrigou a colocação dos púlpitos apoiados nos pilares laterais, o que lhes confere bastante raridade. São considerados pelo IPHAN entre os mais belos de Minas, com seu gradil torneado e seus cantos sustentados por cariátides. Essa divisão da nave em três ambientes é semelhante ao que ocorre em outras matrizes do princípio do século XVIII em Mariana e Raposos. A nave é coberta por um teto em gamela, subdividido em caixotões, enquanto nos deambulatórios o teto é abobadado. A capela-mor, confrontando o modelo tradicional, é da mesma largura da nave. Porém é um ambiente inteiramente distinto desta, separada pelo arco cruzeiro.

### Decoração

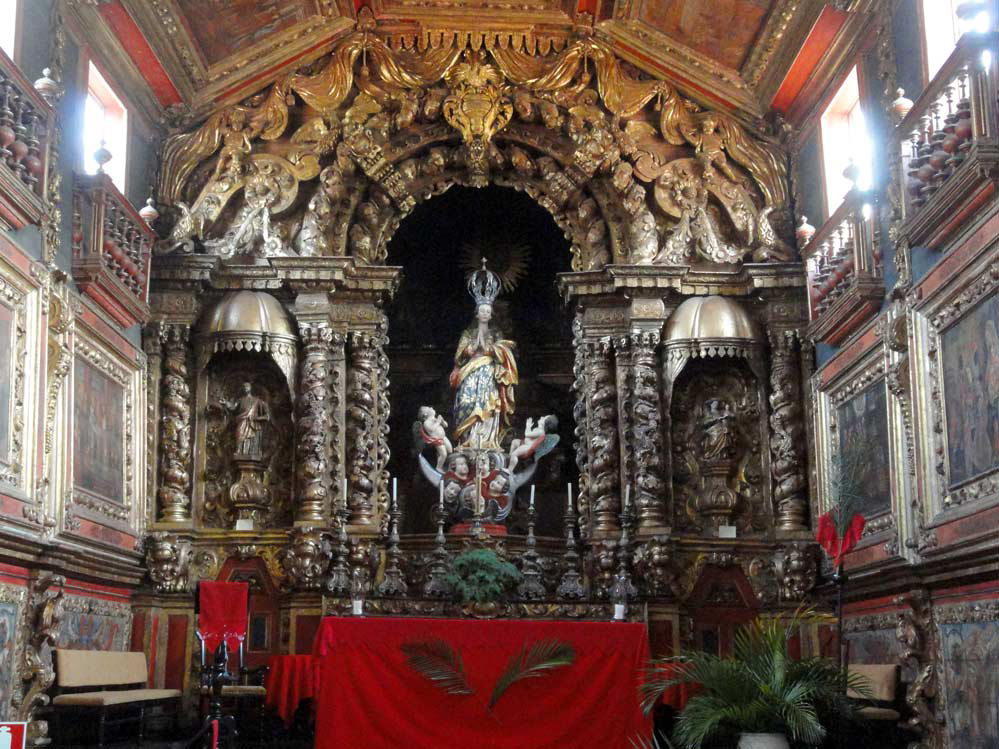
A capela-mor, com a grande imagem de Nossa Senhora da Conceição.

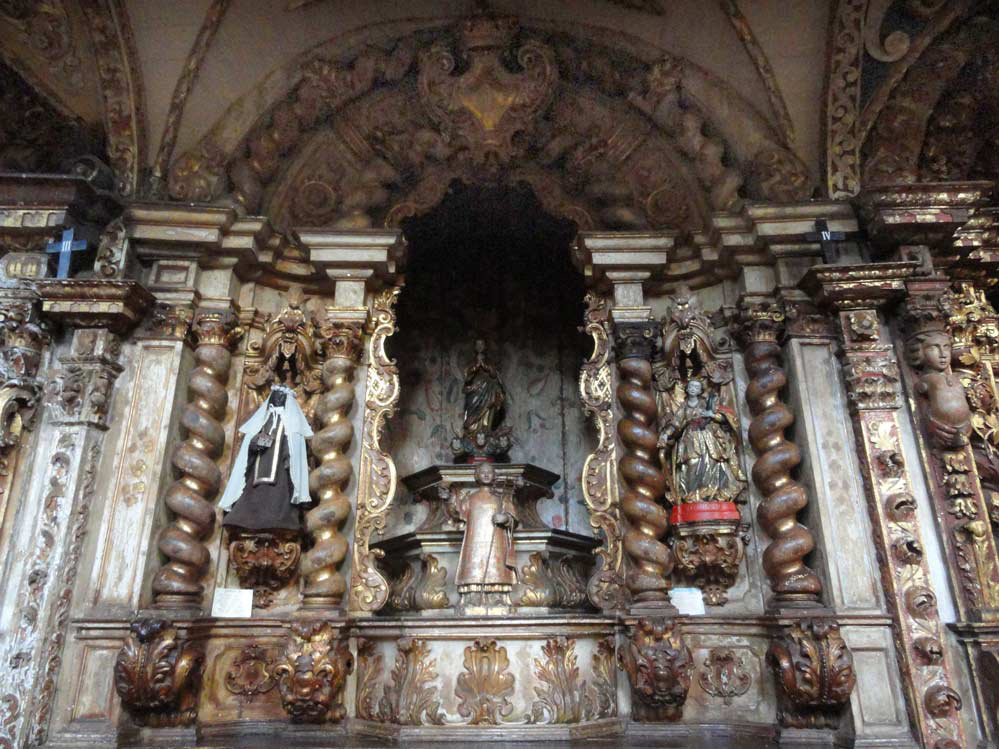
Um altar lateral.

O interior é o ponto alto do conjunto. Aqui, contrariando a austeridade da fachada, há bastante diversidade de referências, sendo considerada pelo IPHAN como uma das mais ricas igrejas das Minas Gerais.
A capela-mor tem piso em tabuado corrido e teto artesoado, dividido em quinze molduras retangulares, os caixotões, contendo pinturas alusivas aos Mistérios do Rosário. Para este espaço se abrem tribunas no nível superior. O altar-mor e retábulo foram construídos por João Domingos Veiga e Francisco Nunes de Avelar, com supervisão do mestre entalhador Antônio Coelho, e têm características da segunda fase do Barroco, conhecida como Estilo Joanino, com colunas torcidas e arquivoltas interrompidas por uma tarja e coroamento em forma de dossel com densa ornamentação. Entronada se encontra uma grande imagem da padroeira do templo sustentada por anjos, que segundo a tradição foi encomendada em Portugal em 1750. O trono é baixo, quase inexistente. A talha é rotunda e profusa mostrando motivos fitomorfos e zoomorfos, com dois nichos laterais, um pouco acima de duas portas e ladeados por colunas torsas, encimadas por dosséis proeminentes.
O arco cruzeiro é encimado por um medalhão e é entalhado no mesmo estilo da capela-mor. No deambulatório estão os altares secundários, num total de seis, cuja autoria é desconhecida, salvo o altar de Nossa Senhora do Amparo, realizado por Veríssimo Vieira da Mota. Mostram retábulos em arquivoltas mas com colunas torsas mais robustas, inscrevendo-se na primeira fase do Barroco, o Estilo Nacional Português. Os tronos dos dois primeiros altares têm um formato semelhante ao cálice de uma fonte ou a um cântaro. Há fartura de entalhes por todo o templo, combinando folhas, frutas, atlantes, cariátides e anjos. Há também grande quantidade de pinturas com cenas variadas de inspiração religiosa. Destaque ainda para as portas que ligam a sacristia e o consistório ao recinto da capela-mor, apresentando delicadas pinturas em dourado e vermelho de inspiração chinesa. O teto da nave também é artesoado e mostra uma pintura decorativa suave e bastante discreta, com motivos inspirados na Ladainha de Nossa Senhora. O coro é simples mas se integra ao programa decorativo do templo com seu teto trabalhado em quadros emoldurados a ouro.
Além do recinto da nave e da capela-mor, são dignos de nota a capela do Santíssimo, a sacristia e o consistório. Belas portas guarnecem a entrada desses cômodos. A sacristia apresenta um grande arcaz sobre o qual está um altar tipo oratório, ladeado por quadros. A capela se abre para o deambulatório. Seu altar apresenta um retábulo básico com colunas em quartela sustentando uma espécie de baldaquino e guarnecendo o Cristo Crucificado. O teto é artesoado em gamela e a porta de acesso é almofadada e com entalhes policromados.  O forro é em planos facetados e há um lavabo de madeira encostado numa das paredes.